# Tuscarora (New York)
Tuscarora è un comune degli Stati Uniti d'America, situato nello stato di New York, nella contea di Steuben.